# Partido de los Conservadores y Reformistas Europeos
El Partido de los Conservadores y Reformistas Europeos (ECR por sus siglas en inglés; en inglés: European Conservatives and Reformists Party), anteriormente conocido como la Alianza de los Conservadores y Reformistas Europeos (ACRE; en inglés: Alliance of Conservatives and Reformists in Europe) y previamente Alliance of European Conservatives and Reformists (AECR), es un partido político europeo de derecha a extrema derecha, que defiende los principios conservadores y liberales económicos en sentido amplio.   
El partido fue fundado el 1 de octubre de 2009, después de la creación del Grupo de los Conservadores y Reformistas Europeos (ECR) en el Parlamento Europeo. Fue reconocido oficialmente por el Parlamento Europeo en enero de 2010. La CRE tenía ocho miembros en su formación, sobre todo de Europa central y Europa oriental. 
Está gobernado por una junta directiva elegida por el Consejo, que representa a todos los partidos miembros del ECR. Está afiliado con el Grupo de los Conservadores y Reformistas Europeos en el Parlamento Europeo, el think tank paneuropeo Nueva Dirección y la organización juvenil Jóvenes Conservadores Europeos.

## Historia
La Alianza de los Conservadores y Reformistas Europeos fue fundada el 1 de octubre de 2009, después de que el grupo político ECR fuera fundado a raíz de las Elecciones al Parlamento Europeo de 2009, y fue reconocido oficialmente por el Parlamento Europeo en enero de 2010.
La AECR se constituyó formalmente bajo la presidencia del eurodiputado belga Derk Jan Eppink, pero este cargo fue posteriormente trasladado al eurodiputado checo Jan Zahradil. El Secretario General de la AECR es el eurodiputado Daniel Hannan. Los Vicepresidentes son Ragnheidur Elín Árnadóttir, Ministro de Industria islandés, Anna Fotyga diputada de Polonia, y Geoffrey Clifton-Brown diputado del Reino Unido. La ACRE tiene un primer ministro, David Cameron, del Reino Unido. Un equipo ejecutivo está a cargo de la dirección general y las operaciones del día a día.
En el primer congreso de la ACRE fue en Varsovia el 8 de junio de 2010, a la que se unió el Partido Reformista Democrático Alternativo de Luxemburgo. El congreso contó con la presencia del presidente del Partido Conservador de Reino Unido Sayeeda Warsi y el ex primer ministro checo Mirek Topolanek. El 25 de marzo de 2011, el Partido Conservador Cívico de Eslovaquia se unió a la ACRE. El Partido de la Independencia de Islandia se unió a la ACRE en noviembre de 2011, el primer miembro de la externo a la Unión Europea. Fueron seguidos por el Movimiento Demócrata Cristiano de Georgia en agosto de 2012, los Conservadores y Reformistas Sociales de Italia se unieron a la ACRE en octubre de 2012, dando a la ACRE su primera representación en uno de los cuatro países más grandes de Europa continental. El Partido Conservador de Canadá se convirtió en el primer miembro asociado de la ACRE en noviembre de 2012. En noviembre de 2013, tomaron la decisión de unirse el Partido de la Justicia y el Desarrollo de Turquía, el Partido Popular de las Islas Feroe, y la Nueva República de Rumania.

## Principios
El Partido de los Conservadores y Reformistas Europeos hace campaña por una reforma radical de la Unión Europea y comparte los siguientes principios:
- La libertad de empresa, comercio libre y justo, y regulación mínima de la competencia, impuestos más bajos y un gobierno pequeño como los catalizadores finales para la libertad individual y la prosperidad personal y nacional.
- La libertad del individuo, más responsabilidad personal y una mayor responsabilidad democrática.
- El suministro de energía limpia sostenible con énfasis en la seguridad energética.
- La importancia de la familia como base de la sociedad.
- La integridad soberana del Estado nacional, la oposición al federalismo de la Unión Europea y un renovado respeto por la verdadera subsidiariedad.
- El valor primordial de la relación de seguridad transatlántica en una OTAN revitalizada, y el apoyo a las democracias jóvenes de toda Europa.
- La inmigración y el fin de los abusos de los procedimientos de asilo efectivamente controlados.
- Servicios públicos eficientes y modernos, la sensibilidad a las necesidades de las comunidades rurales y urbanas.
- El fin de los desechos y el exceso de burocracia, un compromiso con la transparencia y la probidad en las instituciones y el uso de los fondos comunitarios de la Unión Europea.
- El respeto y el trato equitativo para todos los países de la Unión Europea, nuevos y viejos, grandes y pequeños.

## Financiación
Como partido político europeo registrado, el partido tiene derecho a financiación pública europea, que ha recibido ininterrumpidamente desde su primera aplicación en 2010.
A continuación se muestra la evolución de la financiación pública europea recibida por el partido.
Importe (€)Financiación pública europea de los partidos políticos europeos01.000.0002.000.0003.000.0004.000.0005.000.0002004200720102013201620192022Importes máximos de financiación públicaImportes de financiación pública efectivamente recibidos
De acuerdo con el Reglamento sobre los partidos políticos europeos y las fundaciones políticas europeas, el partido también recauda fondos privados para cofinanciar sus actividades. En 2025, los partidos europeos deben recaudar al menos el 10% de sus gastos reembolsables de fuentes privadas, mientras que el resto puede cubrirse con fondos públicos europeos.
A continuación se muestra la evolución de las contribuciones y donaciones recibidas por el partido.
Importe (€)Contribuciones recaudadas por los partidos políticos europeos0100.000200.000300.000400.000500.00020102013201620192022ECR
Importe (€)Donaciones recaudadas por los partidos políticos europeos050.000100.000150.000200.000250.000300.000350.00020102013201620192022ECR

## Miembros

### Partidos políticos

#### Miembros plenos
| País                | Partido político                              | Unión                    |
| ------------------- | --------------------------------------------- | ------------------------ |
| Albania             | Partido Republicano de Albania                | 25 de abril de 2021      |
| Alemania            | Nosotros Ciudadanos                           | 18 de marzo de 2016      |
| Armenia             | Armenia Próspera                              | 20 de junio de 2021      |
| Azerbaiyán          | Partido del Frente Popular                    | 9 de febrero de 2020     |
| Bielorrusia         | Partido del Frente Popular de Bielorrusia     | 7 de abril de 2017       |
| Bulgaria            | Movimiento Nacional Búlgaro                   | 2 de octubre de 2022     |
| Chipre del Norte    | Partido de Unidad Nacional                    |                          |
| Croacia             | Partido Conservador Croata                    | 5 de julio de 2020       |
| Eslovaquia          | Libertad y Solidaridad                        | 29 de febrero de 2020    |
| Islandia            | Partido de la Independencia                   | 25 de septiembre de 2021 |
| Italia              | Hermanos de Italia                            |                          |
| Kosovo              | Partido Democrático de Kosovo                 |                          |
| Letonia             | Alianza Nacional                              | 2014                     |
| Lituania            | Acción Electoral de Polacos en Lituania       | 1 de octubre de 2009     |
| Luxemburgo          | Partido Alternativo de la Reforma Democrática | 8 de junio de 2010       |
| Macedonia del Norte | VMRO - Partido Popular                        |                          |
| Moldavia            | Partido Sor                                   |                          |
| Montenegro          | Movimiento por los cambios                    | 22 de mayo de 2015       |
| Países Bajos        | Foro para la Democracia                       | 27 de junio de 2019      |
| Polonia             | Ley y Justicia                                | 1 de octubre de 2009     |
| Reino Unido         | Partido Conservador                           | 1 de octubre de 2009     |
| Reino Unido         | Partido Unionista del Úlster                  | 1 de octubre de 2009     |
| República Checa     | Partido Democrático Cívico                    | 1 de octubre de 2009     |
| Rumania             | M10                                           | 18 de marzo de 2016      |
| Serbia              | Ya fue suficiente                             |                          |
| Suecia              | Demócratas de Suecia                          | 27 de junio de 2019      |

#### Socios regionales
| País           | Partido político                    | Unión |
| -------------- | ----------------------------------- | ----- |
| Australia      | Partido Liberal                     | 2014  |
| Canadá         | Partido Conservador                 | 2012  |
| Colombia       | Centro Democrático                  | 2017  |
| Estados Unidos | Partido Republicano                 | 2014  |
| Israel         | Likud                               | 2016  |
| Kenia          | Partido Jubileo                     |       |
| Maldivas       | Partido Progresista de las Maldivas |       |
| Marruecos      | Partido Istiqlal                    | 2014  |
| Nueva Zelanda  | Partido Nacional                    | 2014  |
| Tanzania       | Chadema                             |       |
| Túnez          | Afek Tounes                         | 2015  |

#### Antiguos miembros
| País      | Partido político/parlamentario         | Periodo   |
| --------- | -------------------------------------- | --------- |
| Bélgica   | Libertario, Directo, Democrático       | 2010-2014 |
| Dinamarca | Anna Rosbach (independiente)           | 2012-2014 |
| Finlandia | Partido de los Finlandeses             | 2015-2017 |
| Hungría   | Lajos Bokros (independiente)           | 2013-2014 |
| Hungría   | Foro Democrático de Hungría            | 2009-2011 |
| Italia    | Dirección Italia                       | 2017-2022 |
| Italia    | Susy de Martini (independiente)        | 2013-2014 |
| Italia    | Conservadores y Reformistas Sociales   | 2012-2014 |
| Letonia   | Por la patria y la libertad/LNNK       | 2009-2011 |
| Polonia   | Polonia es lo más importante           | 2010-2014 |
| Polonia   | Adam Bielan (independiente)            | 2011-2014 |
| Polonia   | Michał Kamiński (independiente)        | 2012-2014 |
| Rumania   | Nueva República                        | 2013-2018 |
| Turquía   | Partido de la Justicia y el Desarrollo | 2013-2018 |

### Miembros individuales
El partido también cuenta con varios miembros individuales, aunque, como la mayoría de los demás partidos europeos, no ha tratado de desarrollar una afiliación individual masiva.
A continuación se muestra la evolución de la afiliación individual al partido desde 2019.
Miembros individualesMiembros individuales de los partidos políticos europeos9121518212427201920202021202220232024PPE

## Representantes electos de los partidos miembros

### Instituciones europeas
| Organización      | Institución                                                | Representantes |
| ----------------- | ---------------------------------------------------------- | -------------- |
| Unión Europea     | Parlamento Europeo                                         | 70/720         |
| Unión Europea     | Comisión Europea                                           | 1/27           |
| Unión Europea     | Consejo Europeo (jefes de Gobierno)                        | 2/27           |
| Unión Europea     | Consejo de la Unión Europea (participación en el Gobierno) |                |
| Unión Europea     | Comité Europeo de las Regiones                             | 26/329         |
| Consejo de Europa | Asamblea Parlamentaria del Consejo de Europa               | 101/612 (CEPA) |